# Frank Wright (componist)
Frank Joseph Henry Wright (Smeaton, Victoria, 1901 – 16 november 1970) was Australische componist, muziekpedagoog, dirigent, uitgever en kornettist.

## Levensloop
In Australië was Wright een succesrijk dirigent van de Ballarat City Brass Band en de Ballarat Soldiers' Memorial Brass Band. Hij was ook Australische Cornet Solo Champion. Als cornetsolist kwam hij in 1933 naar Engeland, waar hij lid werd van de bekende St. Hilda Brass Band. In 1935 werd hij tot directeur van het London County Council's Department benoemd. In deze functie organiseerde hij openluchtconcerten, theateruitvoeringen, evenementen in Londense parken en was de oprichter van de openlucht symfonieconcerten in het Kenwood-Lakeside-Park, later in het Holland-Park en uiteindelijk in de Crystal-Palace-Bowl. Hij was de initiator van de bouw van verschillende paviljoenen en kiosken in de Londense parken.
Vanaf 1935 was hij professor aan de Guildhall School of Music and Drama en aan het Trinity College of Music te Londen. Hij was ook uitgever van het blad The Conductor.
Als componist schreef hij meer dan 100 werken, meestal voor militaire orkesten en brassbands. De brassbandbeweging in Engeland heeft veel te danken aan zijn organizatorische hulp. Bij de concoursen was hij regelmatig jurylid.

## Composities

### Werken voor harmonieorkest en brass-band
- Boys of the Old Brigade, voor brass-band
- Diadem of Gold, voor brass-band
- Irish Folk Tune, voor brass-band
- Old Westminster, suite voor brass-band
- Preludio marziale, voor brass-band
- Sirius Variations - diversions on an original theme
- Sovereign Heritage, voor brass-band
- The Shining River, voor brass-band
- Treshold, trilogie voor brass-band
- Variations, voor brass-band
- Whitehall, mars